# Karl von Kielmannsegg
Karl von Kielmannsegg (12. června 1835 Vídeň – 4. května 1915 Hainstetten) byl rakouský šlechtic a politik německé národnosti, v 2. polovině 19. století poslanec Říšské rady.

## Biografie
Vystudoval gymnázium a zemědělskou akademii v Mosonmagyaróváru. V letech 1853–1854 studoval zemědělství a lesnictví na akademii v saském Tharandtu. V letech 1854–1857 prodělal vojenskou službu. Od roku 1858 vlastnil panství Hainstetten. V období let 1862–1880 byl předsedou okresní zemědělské společnosti v Amstettenu. Předsedal tamnímu spořitelnímu a záložnímu spolku. Zastával funkci předsedy okresního silničního výboru. Byl členem obecní rady ve Viehdorfu a v Neustadtl an der Donau. Od roku 1885 zastával funkci kurátora zemské hypoteční banky.
Zapojil se i do politiky. Dlouhodobě zasedal jako poslanec Dolnorakouského zemského sněmu, kam nastoupil roku 1869 a členem sněmu zůstal až do roku 1902. Do roku 1877 zastupoval kurii velkostatkářskou, pak až do roku 1884 kurii venkovských obcí, obvod Amstetten a následně až do konce svého působení na sněmu opět za velkostatkářskou kurii. V prvních letech patřil do konzervativní Strany konzervativního velkostatku, pak ale od roku 1871 přešel do Strany ústavověrného velkostatku. V době, kdy zastupoval kurii venkovských obcí, patřil na sněmu k Ústavní straně. Od roku 1871 do roku 1883 a znovu v letech 1883–1886 byl i členem zemského výboru.
Byl také poslancem Říšské rady (celostátního parlamentu Předlitavska), kam ho poprvé delegoval Dolnorakouský zemský sněm roku 1870 (Říšská rada byla tehdy ještě volena nepřímo zemskými sněmy). Opětovně ho do parlamentu zemský sněm vyslal i roku 1871. Uspěl také v prvních přímých volbách roku 1873 za velkostatkářskou kurii v Dolních Rakousích. Mandát zde obhájil ve volbách roku 1879, volbách roku 1885, volbách roku 1891, volbách roku 1897 a volbách roku 1901. V roce 1873 se uvádí jako baron Karl von Kielmannsegg, bytem Hainstetten.
V roce 1873 do parlamentu nastupoval za blok ústavověrných (tzv. Ústavní strana, centralisticky a provídeňsky orientovaná), v jehož rámci představoval křídlo Strany ústavověrného velkostatku. Jako ústavověrný poslanec se uvádí i po volbách roku 1879. V říjnu 1879 je zmiňován coby člen staroněmeckého Klubu liberálů (Club der Liberalen). Od roku 1881 byl členem klubu Sjednocené levice, do kterého se spojilo několik ústavověrných (liberálně a centralisticky orientovaných politických proudů). Za tento klub uspěl i ve volbách roku 1885. Po rozpadu Sjednocené levice přešel do frakce Německorakouský klub. V roce 1890 se uvádí jako poslanec obnoveného klubu německých liberálů, nyní oficiálně nazývaného Sjednocená německá levice. I ve volbách roku 1891 byl na Říšskou radu zvolen za klub Sjednocené německé levice. Po volbách roku 1897 se uvádí jako ústavověrný velkostatkář.
Zemřel v květnu 1915 na svém zámku.